# Województwo poznańskie (1945–1975)
Województwo poznańskie – dawna jednostka podziału administracyjnego Polski najwyższego szczebla, której stolicą był Poznań, formalnie przywrócona 22 sierpnia 1944. Faktycznie jednostka została zorganizowana po przejściu linii frontu. 25 września 1945 została powiększona o część Ziem Odzyskanych. Województwo kilkakrotnie zmieniało swoje granice. W latach 1946–1950 było największym województwem Polski. W związku z reformą administracyjną w 1975 województwo zostało zlikwidowane a jego teren został podzielony w większości pomiędzy tzw. małe województwo poznańskie, województwo kaliskie, województwo konińskie, województwo leszczyńskie i województwo pilskie (część zachodnich gmin weszła natomiast w skład województw: gorzowskiego i zielonogórskiego). Obecnie w większości teren województwa należy do województwa wielkopolskiego.

## Zmiany 1946

Województwo poznańskie w granicach z lat 1946–1950

W myśl reformy regulującej podział administracyjny kraju z 28 czerwca 1946, województwo poznańskie objęło swoim obszarem teren zajmowany przez przedwojenny region o tej samej nazwie, do którego włączono południowo-zachodnią część Ziem Odzyskanych z Piłą, Gorzowem i Zieloną Górą, wchodzących w skład Okręgu III (Pomorze Zachodnie). Powstała w ten sposób jednostka administracyjna była największa w kraju i dzieliła się na czterdzieści jeden powiatów, w tym dwa grodzkie: Poznań i Gniezno. Największym i najludniejszym powiatem ziemskim był wówczas powiat koniński.
28 czerwca 1946 r. utworzono ekspozyturę urzędu wojewódzkiego w Gorzowie, której zakres działania obejmował powiaty: babimojski, gorzowski, gubiński, krośnieński, międzyrzecki, pilski, rzepiński, skwierzyński, sulęciński, strzelecki, świebodziński, wschowski, zielonogórski.
| Powiat            | Powierzchnia (km²) | Liczba ludności 14 II 1946 | Liczba ludności 14 II 1946 |
| Powiat            | Powierzchnia (km²) | ogółem                     | na km²                     |
| ----------------- | ------------------ | -------------------------- | -------------------------- |
| babimojski        | 282                | 9186                       | 33                         |
| chodzieski        | 893                | 38 952                     | 44                         |
| czarnkowski       | 919                | 37 401                     | 41                         |
| Gniezno (miejski) | 18                 | 30 292                     | 1683                       |
| gnieźnieński      | 1126               | 51 098                     | 45                         |
| gorzowski         | 1253               | 46 931                     | 37                         |
| gostyński         | 701                | 55 336                     | 79                         |
| gubiński          | 513                | 6174                       | 12                         |
| jarociński        | 1124               | 85 180                     | 76                         |
| kaliski           | 1478               | 161 966                    | 110                        |
| kępiński          | 1179               | 82 922                     | 70                         |
| kolski            | 1097               | 93 411                     | 85                         |
| koniński          | 2152               | 167 474                    | 78                         |
| kościański        | 1057               | 73 458                     | 69                         |
| krośnieński       | 1307               | 14 238                     | 11                         |
| krotoszyński      | 915                | 70 560                     | 77                         |
| leszczyński       | 827                | 55 882                     | 68                         |
| międzychodzki     | 755                | 25 761                     | 34                         |
| międzyrzecki      | 706                | 20 511                     | 29                         |
| mogileński        | 1059               | 61 482                     | 58                         |
| nowotomyski       | 1276               | 74 766                     | 59                         |
| obornicki         | 966                | 43 963                     | 46                         |
| ostrowski         | 1194               | 101 591                    | 85                         |
| pilski            | 967                | 36 933                     | 38                         |
| Poznań (miejski)  | 226                | 267 978                    | 1186                       |
| poznański         | 1089               | 74 756                     | 69                         |
| rawicki           | 523                | 43 366                     | 83                         |
| rzepiński         | 1189               | 12 282                     | 10                         |
| skwierzyński      | 658                | 8984                       | 14                         |
| strzelecki        | 1102               | 26 029                     | 24                         |
| sulęciński        | 1120               | 13 542                     | 12                         |
| szamotulski       | 1076               | 59 992                     | 56                         |
| średzki           | 800                | 47 313                     | 60                         |
| śremski           | 910                | 55 528                     | 61                         |
| świebodziński     | 911                | 27 091                     | 30                         |
| turecki           | 1591               | 114 338                    | 72                         |
| wągrowiecki       | 1037               | 50 772                     | 49                         |
| wolsztyński       | 754                | 41 617                     | 55                         |
| wrzesiński        | 608                | 43 042                     | 71                         |
| wschowski         | 272                | 11 517                     | 42                         |
| zielonogórski     | 875                | 39 596                     | 45                         |
| żniński           | 732                | 38 902                     | 53                         |

## Zmiany w 1950

Województwo poznańskie w latach 1950–1975

Reforma administracyjna z 6 lipca 1950 spowodowała utworzenie nowych województw: koszalińskiego, opolskiego i zielonogórskiego. W skład tego ostatniego weszły przede wszystkim zachodnie powiaty województwa poznańskiego, a oprócz nich, do województwa bydgoskiego przyłączono powiaty mogileński i żniński, tak więc jego powierzchnia zmalała, a granice zbliżyły się do współczesnych granic województwa wielkopolskiego.
Z powiatów ziemskich wydzielono aż cztery kolejne miasta: Kalisz, Leszno, Piłę i Ostrów Wlkp., a później, w 1973, także Konin. Utworzono także dwa nowe powiaty: pleszewski i słupecki, a w 1957 wydzielono z województwa Poznań, przyznając mu status miasta na prawach województwa.
| Powiat                        | Powierzchnia (km²) | Liczba ludności 31 XII 1972 | Liczba ludności 31 XII 1972 | Miasta | Miasta                                            | Gminy | Siedziba            |
| Powiat                        | Powierzchnia (km²) | ogółem (tys.)               | na km²                      | ogółem | w tym posiadające wspólną radę narodową z gminami | Gminy | Siedziba            |
| ----------------------------- | ------------------ | --------------------------- | --------------------------- | ------ | ------------------------------------------------- | ----- | ------------------- |
| chodzieski                    | 892                | 49,2                        | 55                          | 4      | 3                                                 | 6     | Chodzież            |
| czarnkowski                   | 972                | 43,5                        | 45                          | 2      | 1                                                 | 5     | Czarnków            |
| Gniezno (miejski)             | 28                 | 52,4                        | 1896                        | 1      | nd.                                               | nd.   | Gniezno             |
| gnieźnieński                  | 1132               | 56                          | 49                          | 3      | 3                                                 | 9     | Gniezno             |
| gostyński                     | 714                | 62,4                        | 87                          | 4      | 3                                                 | 6     | Gostyń              |
| jarociński                    | 707                | 69                          | 98                          | 2      | 1                                                 | 5     | Jarocin             |
| kaliski                       | 1346               | 100,3                       | 75                          | 2      | 2                                                 | 13    | Kalisz              |
| Kalisz m.                     | 30                 | 83,6                        | 2776                        | 1      | nd.                                               | nd.   | Kalisz              |
| kępiński                      | 609                | 48,4                        | 80                          | 1      | 0                                                 | 7     | Kępno               |
| kolski                        | 1084               | 94                          | 87                          | 5      | 3                                                 | 10    | Koło                |
| koniński                      | 1359               | 142,1                       | 105                         | 5      | 4                                                 | 13    | Konin               |
| kościański                    | 1040               | 85,4                        | 82                          | 5      | 4                                                 | 9     | Kościan             |
| krotoszyński                  | 811                | 74,4                        | 92                          | 5      | 3                                                 | 6     | Krotoszyn           |
| leszczyński                   | 749                | 42,8                        | 57                          | 2      | 2                                                 | 6     | Leszno              |
| Leszno (miejski)              | 20                 | 35,5                        | 1818                        | 1      | nd.                                               | nd.   | Leszno              |
| międzychodzki                 | 785                | 31,7                        | 40                          | 2      | 1                                                 | 5     | Międzychód          |
| nowotomyski                   | 1298               | 91,6                        | 71                          | 6      | 4                                                 | 9     | Nowy Tomyśl         |
| obornicki                     | 850                | 51,8                        | 61                          | 3      | 1                                                 | 4     | Oborniki            |
| ostrowski                     | 1128               | 82,8                        | 73                          | 3      | 3                                                 | 7     | Ostrów Wielkopolski |
| Ostrów Wielkopolski (miejski) | 29                 | 51,2                        | 1760                        | 1      | nd.                                               | nd.   | Ostrów Wielkopolski |
| ostrzeszowski                 | 772                | 48,5                        | 63                          | 3      | 2                                                 | 6     | Ostrzeszów          |
| Piła (miejski)                | 88                 | 45,3                        | 514                         | 1      | nd.                                               | nd.   | Piła                |
| pleszewski                    | 695                | 53,6                        | 77                          | 1      | 0                                                 | 6     | Pleszew             |
| poznański                     | 1249               | 141,8                       | 114                         | 6      | 2                                                 | 10    | Poznań              |
| rawicki                       | 522                | 51,7                        | 99                          | 4      | 3                                                 | 5     | Rawicz              |
| słupecki                      | 663                | 46,6                        | 70                          | 2      | 1                                                 | 5     | Słupca              |
| szamotulski                   | 1116               | 75,4                        | 68                          | 4      | 2                                                 | 7     | Szamotuły           |
| średzki                       | 733                | 55,8                        | 76                          | 2      | 1                                                 | 6     | Środa               |
| śremski                       | 779                | 58,9                        | 76                          | 4      | 3                                                 | 5     | Śrem                |
| trzcianecki                   | 908                | 36,8                        | 41                          | 2      | 1                                                 | 4     | Trzcianka           |
| turecki                       | 1143               | 87                          | 76                          | 3      | 2                                                 | 10    | Turek               |
| wągrowiecki                   | 1087               | 61,5                        | 57                          | 3      | 2                                                 | 7     | Wągrowiec           |
| wolsztyński                   | 812                | 50,7                        | 62                          | 2      | 1                                                 | 4     | Wolsztyn            |
| wrzesiński                    | 705                | 62,4                        | 89                          | 3      | 2                                                 | 5     | Września            |

## Ludność
| Data                         | Liczba mieszkańców | Liczba mieszkańców | Liczba mieszkańców  |
| Data                         | ogółem             | miejska (%)        | wiejska (%)         |
| ---------------------------- | ------------------ | ------------------ | ------------------- |
| 14 II 1946 (spis sumaryczny) | 2 422 113          | 886 901 (36,62%)   | 1 535 212 (63,38%)  |
| 3 XII 1950 (spis powszechny) | 2 105 189          | 864 513 (41,07%)   | 1 240 676 (58,93%)  |
| 31 XII 1956                  | 2298 tys.          | 1036 tys. (45,1%)  | 1262 tys. (54,9%)   |
| 1959                         | 2012,1 tys.        | b.d. (35%)         | b.d. (65%)          |
| 6 XII 1960 (spis powszechny) | 1 992 758          | 718 187 (36,04%)   | 1 274 571 (63,96%)  |
| 1962                         | 2065,2 tys.        | b.d. (36,4%)       | b.d. (63,6%)        |
| 31 XII 1963                  | 2090 tys.          | 768 tys. (36,7%)   | 1322 tys. (63,3%)   |
| 31 XII 1965                  | 2126,3 tys.        | b.d.               | b.d.                |
| 1967                         | 2159,4 tys.        | b.d.               | b.d.                |
| 31 XII 1968                  | 2171 tys.          | 844 tys. (38,9%)   | 1327 tys. (61,1%)   |
| 8 XII 1970 (spis powszechny) | 2 191 501          | 867 043 (39,56%)   | 1 324 458 (60,44%)  |
| 31 XII 1971                  | 2206 tys.          | 880,6 tys. (39,9%) | 1325,4 tys. (60,1%) |
| 31 XII 1972                  | 2224,1 tys.        | 893,8 tys. (40,2%) | 1330,3 tys. (59,8%) |
| 31 XII 1973                  | 2235 tys.          | 912 tys. (40,8%)   | 1323 tys. (40,8%)   |
| 31 XII 1974                  | 2253 tys.          | 929 tys. (41,2%)   | 1324 tys. (58,8%)   |